# Carlo Confalonieri

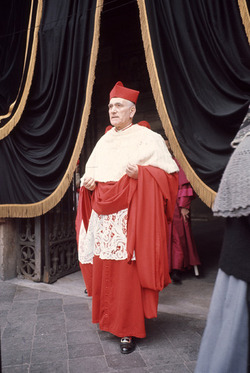
Carlo Kardinal Confalonieri (1967)

Carlo Kardinal Confalonieri (* 25. Juli 1893 in Seveso, Provinz Monza und Brianza, Italien; † 1. August 1986 in Rom) war ein Kurienkardinal der römisch-katholischen Kirche und Dekan des Kardinalskollegiums.

## Leben

Kardinalswappen

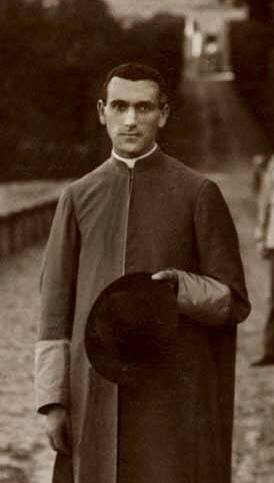
Carlo Confalonieri als Privatsekretär Pius’ XI. (1925)

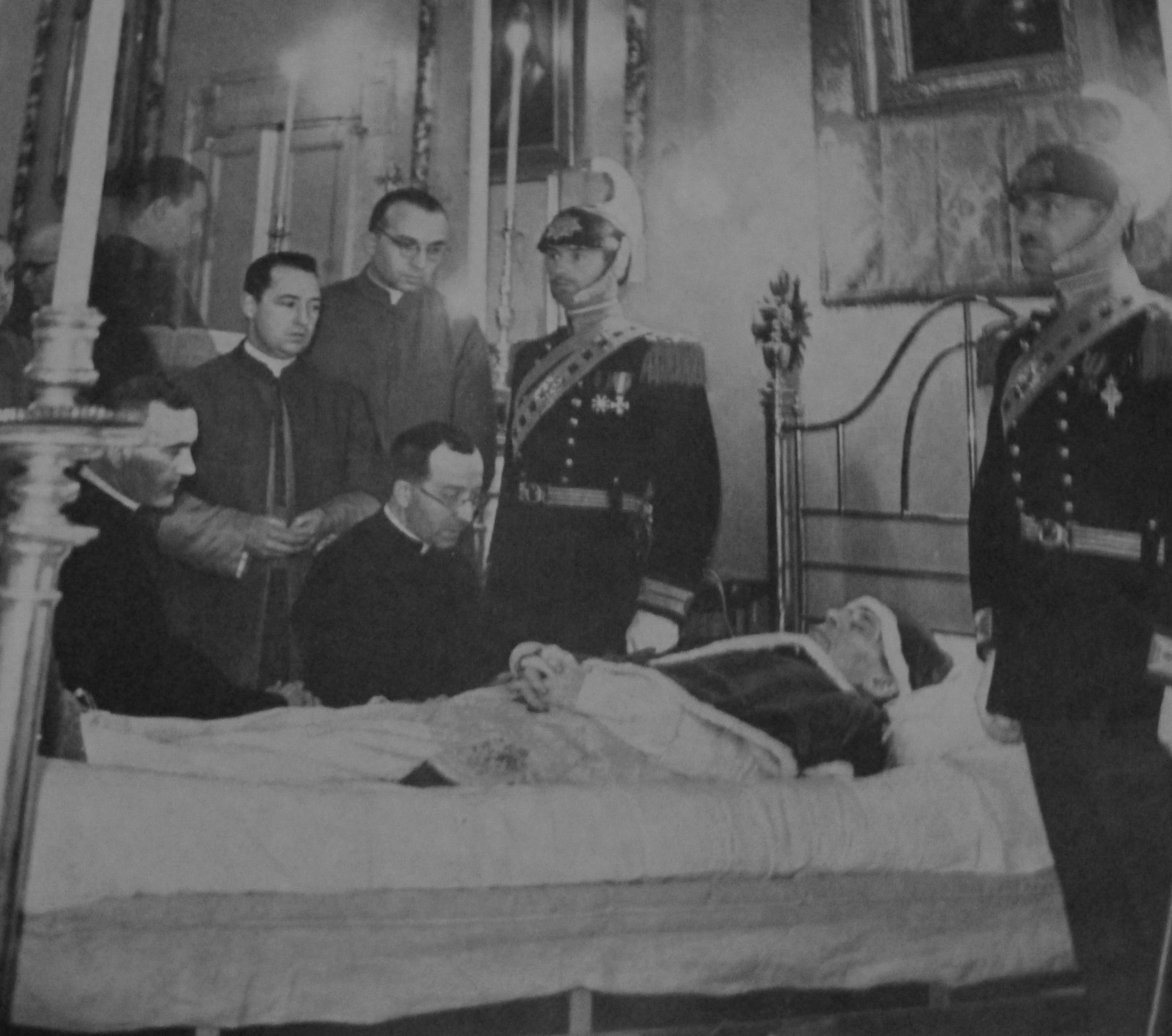
Privatsekretär Carlo Confalonieri (ganz links kniend) am Totenbett von Papst Pius XI. (Februar 1939)

Am 18. März 1916 empfing Carlo Confalonieri im Alter von 22 Jahren in Mailand durch Andrea Carlo Kardinal Ferrari das Sakrament der Priesterweihe. 1921 wurde der junge Priester vom damals soeben zum Erzbischof von Mailand ernannten Achille Kardinal Ratti (dem späteren Papst Pius XI.) zu seinem Sekretär gemacht und begleitete diesen 1922 zum Konklave nach dem Tod Benedikts XV., aus welchem der Erzbischof von Mailand als neuer Papst hervorging. Pius XI. ernannte Confalonieri am Tag seiner Wahl zu seinem Privatsekretär und dieser verblieb bis zum Tod Pius XI. in dieser verantwortungsvollen Funktion und veröffentlichte später seine Erinnerungen an Pius XI. unter dem Titel Pio XI visto da vicino.
Am 27. März 1941 ernannte ihn Papst Pius XII. zum Erzbischof von L’Aquila und spendete ihm am 4. Mai desselben Jahres die Bischofsweihe; Mitkonsekratoren waren Giuseppe Migone, Almosenier Seiner Heiligkeit, und Alfonso Camillo De Romanis, Sakristan Seiner Heiligkeit. Am 22. Februar 1950 wurde er zum Sekretär der Heiligen Kongregation für die Seminare und Universitäten und Titularerzbischof von Nicopolis ad Nestum ernannt, was er bis zu seiner Kardinalskreation blieb.
Papst Johannes XXIII. nahm ihn am 15. Dezember 1958 als Kardinalpriester mit der Titelkirche Sant’Agnese fuori le mura in das Kardinalskollegium auf. Ab dem 14. März 1961 war er Sekretär der Congregatio consistorialis (Konsistorialkongregation), deren Pro-Präfekt er 1966 wurde. Kardinal Confalonieri nahm nach dem Tod Johannes’ XXIII. am Konklave 1963 teil.
Vom 15. August 1967 bis zum 25. Februar 1973 war er Präfekt der aus der Konsistorialkongregation hervorgegangenen Kongregation für die Bischöfe. Am 15. März 1972 wurde er zum Kardinalbischof von Palestrina erhoben.
Papst Paul VI. bestätigte am 12. Dezember 1977 seine Wahl zum Kardinaldekan und die damit verbundene zusätzliche Ernennung zum Kardinalbischof von Ostia. Damit fiel ihm auch das traditionelle Recht zu, bei Sedisvakanz das Konklave zu leiten. Da aber das Konklave des Jahres 1978 nach den Reformen Pauls VI. stattfanden, wonach alle Kardinäle, die das achtzigste Lebensjahr vollendet haben, ihr aktives Papstwahlrecht verlören, konnte der 1978 fünfundachtzigjährige Confalonieri nicht an den Konklaven teilnehmen. Die Leitung der Wahl wurde gemäß den Bestimmung der geltenden Papstwahlkonstitution Romano Pontifici Eligendo Kardinal Jean-Marie Villot als Camerlengo anvertraut. Dieser leitete das erste Konklave 1978 und nach dem plötzlichen Tod von Papst Johannes Paul I. auch das Konklave im Oktober desselben Jahres. Kardinal Confalonieri blieb Dekan bis zu seinem Tod am 1. August 1986. Confalonieris Großneffe ist Matteo Kardinal Zuppi, Erzbischof von Bologna.

## Schriften
- Pius XI. Aus der Nähe gesehen. Paul Pattloch, Aschaffenburg 1958.